# マルク・アントワーヌ・ニコラ・ド・ラ・モット

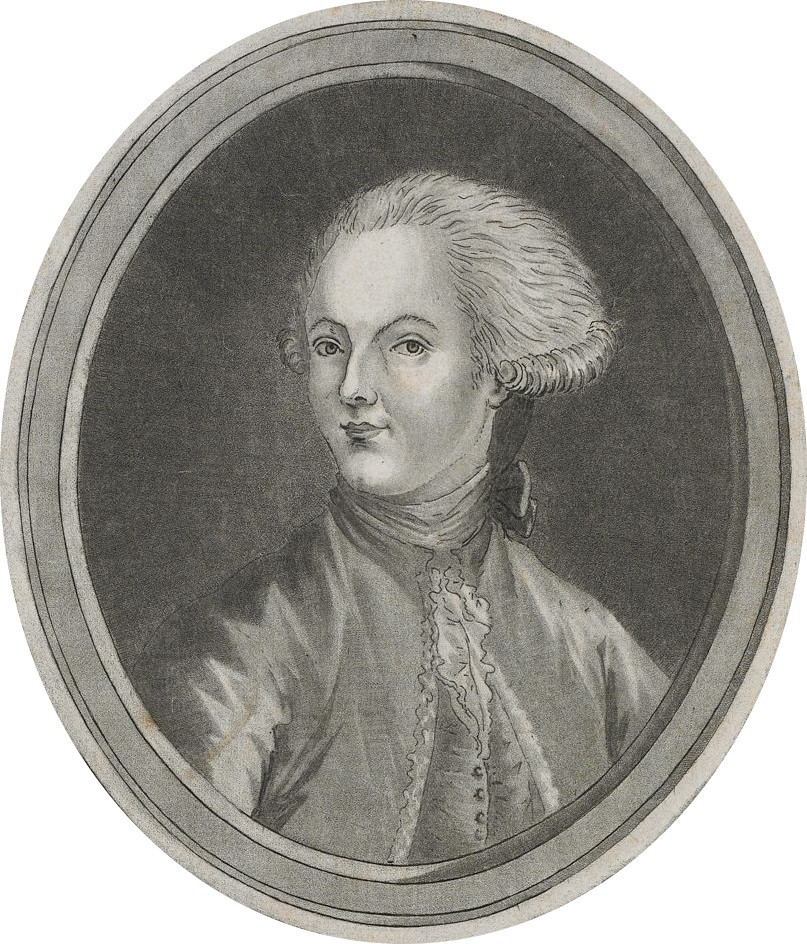
ニコラ・ド・ラ・モット

マルク・アントワーヌ・ニコラ・ド・ラ・モット（Marc Antoine-Nicolas de la Motte, 1755年7月29日 バール＝シュル＝オーブ - 1831年10月6日 パリ）は、18世記のフランスの詐欺師。
1780年6月6日にヴァロア家の末裔と称するジャンヌ・ド・ヴァロワ＝サン＝レミと結婚し、1786年の首飾り事件では妻と共に首謀者であったとされている。また、伯爵であると主張していたが、結婚当時は陸軍士官でしかなかったことがわかっており、伯爵の正統性は疑われている。
ロアン枢機卿の推薦により陸軍士官としてアルトワ伯爵の護衛を担当していた。